# Miconia schwackei
Miconia schwackei är en tvåhjärtbladig växtart som beskrevs av Célestin Alfred Cogniaux. Miconia schwackei ingår i släktet Miconia och familjen Melastomataceae. Inga underarter finns listade i Catalogue of Life.